# Municipio de Ozark (condado de Lawrence)
El municipio de Ozark (en inglés: Ozark Township) es un municipio ubicado en el condado de Lawrence en el estado estadounidense de Misuri. En el año 2010 tenía una población de 1658 habitantes y una densidad poblacional de 10,7 personas por km².

## Geografía
El municipio de Ozark se encuentra ubicado en las coordenadas 37°13′26″N 93°40′54″O / 37.22389, -93.68167. Según la Oficina del Censo de los Estados Unidos, el municipio tiene una superficie total de 155 km², de la cual 154,5 km² corresponden a tierra firme y (0,32 %) 0,5 km² es agua.

## Demografía
Según el censo de 2010, había 1658 personas residiendo en el municipio de Ozark. La densidad de población era de 10,7 hab./km². De los 1658 habitantes, el municipio de Ozark estaba compuesto por el 97,23 % blancos, el 0,24 % eran afroamericanos, el 0,9 % eran amerindios, el 0,24 % eran asiáticos, el 0,3 % eran de otras razas y el 1,09 % eran de una mezcla de razas. Del total de la población el 1,03 % eran hispanos o latinos de cualquier raza.